# Wat de hele familie zei
Wat de hele familie zei is een vertelling van Hans Christian Andersen, het verscheen in 1872.

## Het verhaal
Marietje is jarig en draagt een jurk die door haar overleden grootmoeder is gemaakt. Het is voor haar de verrukkelijkste dag, ze krijgt cadeaus en vriendjes en vriendinnetjes komen spelen. Haar peetoom vindt het leven een prachtig avontuur en haar broers van negen en elf vinden het ook verrukkelijk. Een andere tak van de familie woont boven en zij willen de wereld ontdekken. Vader en moeder vinden het een zeldzaam, heerlijk avontuur. Peetoom woont op de bovenste verdieping en het ruikt er het hele jaar naar bloemen. Hij heeft de wereld rondgereisd en kan mooie verhalen vertellen. Hij kijkt in het vuur en ook Marietje ziet dan van alles. Hij leest voor uit de bijbel en de geschiedenis van de hele wereld staat in dat boek. De schepping, de zondvloed en de koningen, maar ook alles wat nog gebeuren zal. Peetoom vertelt dat God altijd bij je is, in voor- en tegenspoed. De grote en kleine jongens denken er net zo over, vader en moeder zeggen het en de hele familie is het er over eens. Peetoom in de eerste plaats, hij kent alle verhalen en sprookjes. Vanuit de grond van zijn hart zegt hij dat het leven het heerlijkste avontuur, het mooiste sprookje is.